# Iarmolyntsi
Iarmolyntsi (ukrainien : Ярмолинці, russe : Ярмолинцы) est une commune urbaine de l'oblast de Khmelnytskyï, en Ukraine. Elle compte 7 300 habitants.